# 二弦 (秦腔)
二弦用於秦腔，與板胡、京胡、秦高胡、月琴、三弦、竹笛、嗩吶、海笛、笙、管為傳統文場的伴奏樂器，亦用於碗碗腔。明、清時被稱為「胡琴」，清末後俗稱二股弦、二股子、二弦子。木制琴杆，「其形將木杆納諸端下竹筒內，其筒方圓或六楞不等，槽面覆以桐木薄板、稜二弦，以竹弓系馬尾，納兩弦間（定弦：內弦a1，外弦e2），軋之發聲，音高而橫」，「與梆子相配，在秦腔中，為弦索主器。」張兩根羊腸弦（俗稱皮弦），張力大，須戴指套演奏，故亦「硬弦子」。1940年代以來，以西安地區為代表的中路秦腔，逐漸以板胡代其「主弦」地位。